# عادت أغنام
عادت أغنام هي إحدى الضرائب التي كانت تؤخذ في الدولة العثمانية.
وكما يوحي إسمها، فقد كانت تؤخذ هذه الضريبة على الأغنام. يذكر أنها فرضت في سنة 1004 هـ، وبموجب هذا الرسم كان يدفع عن كل غنم أو ماعز آقچة واحدة، وذلك في العهود العثمانية الأولى ثم حوّل هذا المبلغ إلى نقد آخر.